# 易筋經

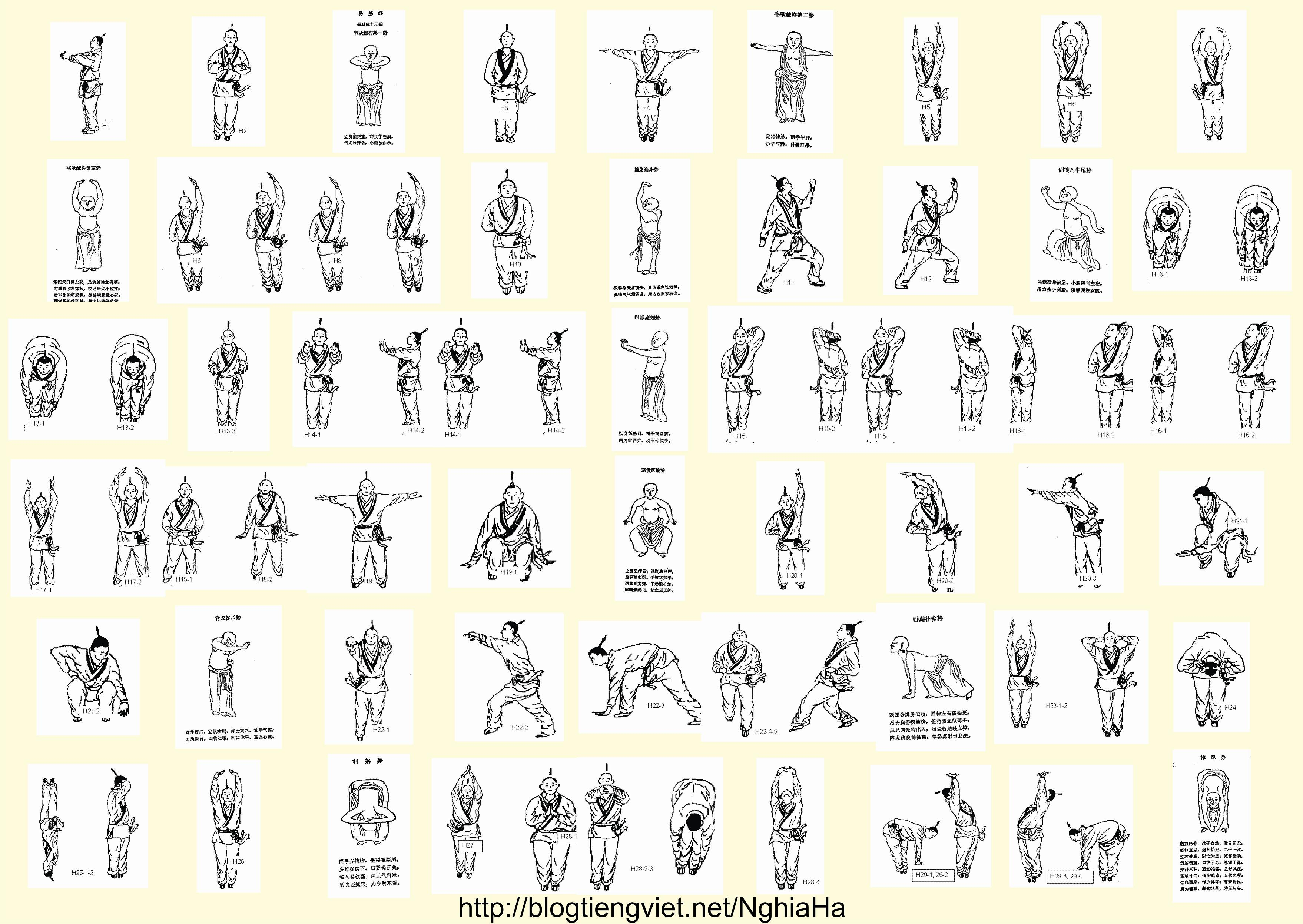

菩提达摩曾面壁九年

《易筋經》，經唐豪著作《少林武當考》中結論為清道光三年市隱齋版的易筋經是紫凝道人作品。其作品有兩序一跋。一序托古於唐李靖而另序托古於南宋牛皋。
唐李靖序中說達摩自梁適魏，面壁於少林寺。在嵩山少林寺留下的兩本經書之一（另一本為《洗髓經》）。

## 最早版本
“易筋經十二勢”載于清咸豐八年，潘霨整編成的《內功圖說》中，並收載於《衛生要術》。第一勢圖說是「韦馱献杵」，韦馱為寺院護法神，唐初才開始安放寺院門前。書中內容為道教人士的導引術，亦有僧人不會練習的下部（睪丸與玉莖）行功法，認為這種毫無根據之所謂仙道採補之術，豈會是苦行沙門之經文，故認為純乃托古偽造。清代凌廷堪在《校禮堂文集·與程麗仲書》跟周中孚的《郑堂读书记》認為易筋經是天台紫凝道人假託達摩之名所作。
“易筋经十二势”在清朝中葉的廣東武術發展中，演生出十八羅漢手，為洪拳原始型態。洪拳在民國初年稱為少林拳。

## 小說情節
在清朝許多小說中都將易筋經視為武功秘笈，加入作品的設定中，吳敬梓在《儒林外史》第四十九回中便有一段
秦中書拉著坐了，便指著鳳四爹對萬中書道：「這位鳳長兄是敝處這邊一個極有義氣的人。他的手底下，實在有些講究，而且一部《易筋經》記的爛熟的。他若是趲一個勁，那怕幾千斤的石塊，打落在他頭上，身上，他會絲毫不覺得。這些時，舍弟留他在舍間早晚請教，學他的技藝。」
《彭公案》的第一三九回也提及:
老道說：「我複姓諸葛雙名山真，江湖人稱龍雅仙師鐵牌道人。」玉龍磕完頭起來。老道自裡面拿出一部《達摩老祖易筋經》來給他看，又把他的手拉過來看了，再看他的眼神，知道他還是個童子。自這日教給馬玉龍鸚爪力重手法、一力混元氣，還有《達摩老祖易筋經》，桿棒一條，寶劍一口，各樣兵刃的招數。
《永慶昇平前傳》第九回同樣提及:
說說顧煥章問那道人名姓，老道複姓歐陽，雙名山真，別號人稱聾啞子，住在四明山清妙觀。「此處是我居住的小廟場，你既要跟我練，也好，我明天自有道理。」說罷，叫煥章安歇。從此就在此廟中學藝，練鷹爪力重手法、一力混元氣、達摩老祖易筋經、分筋挫骨法、點穴的功夫，練會趕棒一條、短刀一把。過一年之後，又收了一個師弟，姓王，名天寵，別號人稱小白龍，也在此處一同學藝。
唐芸洲所寫的《七劍十三俠》第二十回:
一枝梅道：「非非僧乃少林第一名師，他的工夫不傳徒弟，比金鐘罩、易筋經還要利害，任你刀槍不入。此番雖中了奪魂香，此後必用解藥防備，愚兄力難勝他。除非請得一位令師伯到來，便可成功。」
王韜所寫的《淞隱漫錄》中《女俠》那一回也寫到:
十日後，潛詣僧處求教。僧曰：「習技以勇力為始基，智巧為進步。」啟篋出《易筋經》一卷畀之，曰：「此經不與世上所傳者相同，勿輕視之。演習一月，自有妙境。」復從葫蘆中出藥三十丸與生，曰：「日服一丸，當見功效。丸盡可來。」生謝絕人事，勤求弗懈。
同樣在《淞隱漫錄》中《倩雲》那一回也寫到:
秦雨衫，陝西人，寄居於武昌，固武世家也。幼習拳勇，得少林家法。繼獲《易筋經》秘本，又賴其師何鸞閣悉心指授，具有真傳。一時大江南北，殆無敵手。然生韜晦殊甚，不輕示人以所長。家本中資，至是日落，乃為人保鑣，往來京師，所有燕齊間鳴鏑探丸者，咸憚之不敢犯。有一盜新自秦中來，負其絕技，不屑下人。聞生能，殊不信，曰：「俟其來，當與之一較優劣。」
很多武俠小說都將《易筋經》描寫為修練至高無上內功的武術秘笈。根據金庸在《笑傲江湖》，易筋經乃少林派至高無上內功心法，與另一套少林神功九陽真經可謂難分高下；易筋經為達摩所著。達摩涅槃後，二祖慧可帶著仍不理解的佛經與易筋經訪眾高僧，雖明白了佛理，但武學仍無法透徹。後，隋末唐初於長安大道上，遭遇一個武功高強的青年暢談三天三夜，終於明白箇中道理。後來那青年成為唐朝開國將領衛國公李靖，而《易筋經》也自此發揚光大。瑜珈術相傳即是易筋經別名。